# 18-й батальон шуцманшафта
18-й латышский батальон шуцманшафта «Курземес» (нем. 18 Lettische Schutzmannschafts Bataillon "Kurzemes", латыш. 18. Kurzemes policijas bataljons) — латышское коллаборационистское военизированное формирование времён Второй мировой войны, созданное немецкими оккупационными властями, один из первых из более чем 40 сформированных в Латвии полицейских батальонов. Бойцы этого батальона участвовали в массовых убийствах на территории Латвии и Белоруссии и ликвидации Слонимского гетто.

## История

### Командование и структура
4 сентября 1941 года был создан 1-й батальон рижской вспомогательной полиции под командованием капитана Карлиса Бемса. По распоряжению подполковника Вольдемара Вейса начался набор для 5-й, 6-й и 7-й рот резерва. 23 сентября батальон переименовали в 18-й батальон шуцманшафта «Курземес» (Курземский), 12 декабря его командиром стал капитан Карлис Пориетис. 13 января 1942 года командующим стал полковник Арнольд Курше, 21 февраля таковым был назначен капитан Фридрих Рубенис.
В составе батальона были 4-й роты: командиром 1-й роты был старший лейтенант Бабрис, командиром 2-й роты — капитан Элсис, командиром 3-й роты — капитан Шведе, командиром 4-й роты — подполковник Дониньш.

### Служба и военные преступления
5 офицеров и 155 солдат 4-й роты батальона под командованием подполковника Дониньша прибыли 13 января 1942 года на побережье Дона. В начале февраля в районе села Дедовичи завязались серьёзные бои против партизан: в одном из сражений рота потеряла 23 человека убитыми, и только вмешательство армейской артиллерии позволило спасти батальон от разгрома. 19 декабря 1942 года рота, вернувшаяся в Латвию, вошла в состав 16-го латышского батальона шуцманшафта «Земгалес». Остальные три батальона численностью 430 человек в то время продолжали проходить обучение в Риге и только 4 мая 1942 года отправились в Белоруссию.
18-й латышский полицейский батальон в количестве 395 человек (22 офицера и 75 унтер-офицеров) под командованием гауптмана Зихерта прибыл в оперативное подчинение командира полиции порядка Белоруссии и был размещён в Столбцах. Немецким офицером связи в батальоне был гауптман шуцполиции Эрзум.
15—16 мая 1942 года батальон вместе с 603-м охранным полком, 347-м, 468-м, 913-м охранными батальонами принимал участие в «усмирительной» операции против партизан под кодовым названием «Рига» севернее и северо-восточнее деревни Шацк Руденского района. Потерпел поражение в бою с отрядом Н. М. Никитина в урочище Волчий Остров в 6 километрах севернее Шацка.
6 июня 1942 года батальон совместно с частями вермахта, полиции порядка и полицией безопасности принимал участие в операции против партизан в треугольнике Узда — Копыль — Столбцы. Батальону была придана команда СС из 3 командиров, 6 унтер-офицеров, 6 переводчиков и 8 рядовых.
С 19 по 22 июля батальон нёс охранную службу в гетто Слонима, защищая его периметр. Бойцы батальона под командованием майора Рубениса принимали участие в уничтожении узников гетто. Сохранились свидетельства этой трагедии. Перед расстрелами людей раздевали донага, у них вырывали золотые зубы. Капрал Эрнест Вилнис фотографировал сцены массовых убийств и позднее продавал фотографии по пять марок за каждую. В перерывах между массовыми казнями лейтенант Эглайс-Лемешонок хвастался своим умением точно стрелять. Он цинично заявлял: «С 30 метров прямо в голову — для меня это просто».
24 июля в Налибоках весь 18-й батальон чуть не попал в партизанское окружение, и только вмешательство 24-го латышского батальона «Талсу» спасло сослуживцев от разгрома. Однако приказом командующего полицией порядка Белоруссии полковника Клепша от 28 августа 1942 года командиру батальона Фридриху Рубенису за этот бой была объявлена благодарность.
18 августа 18-й батальон снова отправился в Слоним, где вместе с белорусскими коллаборационистскими «отрядами самообороны» вёл бои против партизан. К 21 августа батальоном были убиты 240 человек (партизан и мирных жителей), в том числе 80 евреев.
22 августа батальон покинул Слоним на поезде и отправился в Минск. Часть личного состава 25 августа начала карательную операцию под названием «Малярия-Север Тройенфельд» (нем. Sumpffieber): его разместили в селе Смолевичи, а вскоре к ним подошла 1-я пехотная бригада СС. Всего в экзекуциях было задействовано 2300 солдат Ваффен-СС, 3750 полицейских шуцманшафта и 800 человек из СД. 389 партизан погибли в бою, 2350 евреев были казнены, ещё 1274 мирных жителя-нееврея были расстреляны. Полицаям с 24 августа оказывал помощь батальон полка «Баркхольт».
28 и 29 августа полицаи разграбили местечки Жодино, Брод, Сутоки и Смолевичи, сожжены два партизанских лагеря и расстреляны практически все местные жители. В бою пали 4 партизана.
21 сентября операция закончилась.
В начале октября батальон отправился в Хансевичи, где продолжил воевать против партизан.
Однако 18-й Курземский латышский полицейский батальон продолжал нести службу в распоряжении командующего полицией порядка Белоруссии и в 1943 году. В его приказе как «геройски погибшие в борьбе с большевизмом» названы шуцманы Янис Урбикс (погиб 22.02.1943 г. в Рудне), Крист Ога (5.03.1943 г., Рудня). Всего в аналогичных приказах упомянуты 13 служащих батальона.
В мае 1943 года батальон вернулся в Ригу: 14 старших офицеров, 86 младших офицеров и 501 рядовой. 1 июня 1943 батальон был расформирован и воссоздан уже как 2-й батальон сначала 43-го полка 2-й латышской бригады СС, а затем 2-го добровольческого полка СС 19-й гренадерской дивизии СС.
Приказом № 13 от 15 июня 1943 года медалью «За отвагу 2-й степени в серебре для лиц восточных народов» был награждён старший лейтенант Эрик Зунде, бронзовой медалью 2-й степени награждены командир батальона майор полиции Фридрих Рубенис, капитан Фридрих-Роберт Шведе, старшие лейтенанты Карл Скунт, Ягнис Бумберс, Освальд Лапиньш, Вольдемар Замиелис, Франц Эглайс, Карл Ридус, Якоб Пальманс, а также более 50 прочих служащих батальона. «Чёрным» значком за ранение были награждены 10 человек.

## Суд над преступниками
В марте 1961 года Верховный суд Латвийской ССР начал судебный процесс над 9 выжившими солдатами батальона. Всем военнослужащим предъявили обвинения в уничтожении Слонимского гетто и убийстве 3 тысяч человек в нём, в убийстве 700 человек в деревне Пужичи и в убийстве 300 евреев в местечке Дагда по приказу капитана Рубениса. 13 апреля был вынесен приговор пяти преступникам, приведённый в исполнение 31 мая. К смерти были приговорены:
- капитан Янмс Бумберс
- капитан Франц Лемешонок-Эглайс
- капитан Освальдс Лапиньш
- капрал Евгений Лусис
- капрал Эрнест Вилнис

К 15 годам тюрьмы были приговорены:
- Волдемарс Огриньш
- Эдуардс Шкегерс
- Волдемарс Ширмахерс
- Язепс Зламетс

В латышской эмигрантской прессе карательные акции полицейских батальонов в 1942—1944 гг. изображались исключительно как борьба с «вооружёнными бандитами» (партизанами), а судебный процесс 1961 г. против девяти бойцов 18-го батальона, участвовавших в уничтожении узников Слонимского гетто, «дикарским актом русских коммунистических империалистов».